# Jaume Pellicer (arpista)
Jaume Pellicer (?-1760), va ser arpista de la capella de la catedral de Tarragona, segons el llistat de les ordinacions de la capella de música de 1747, i obtentor del benefici de Sant Onofre entre l'any 1715 i 1760.

## Obres
Es conserven seves als fons musicals SEO (Fons de l'Església Parroquial de Sant Esteve d'Olot de l'Arxiu comarcal de la Garroxa) i fons TarC (Fons de la Catedral de Tarragona de l'Arxiu Històric Arxidiocesà de Tarragona).

### Fons de l'Església Parroquial de Sant Esteve d'Olot (SEO)
- Completes
- Nona per a 6 veus i acompanyament
- Salm per a 7 veus i instrumentació
- Salm per a 7 veus i instrumentació
- Salm per a 7 veus i instrumentació

### Fons Musical de la Catedral de Tarragona (TarC)
- Absolta per a 4 veus i instrumentació
- Gradual per a 8 veus i orquestra
- Introit per a 8 veus i instrumentació
- Lament per a 8 veus i acompanyament
- Motet per a 1 veu i instrumentació
- Motet per a 8 veus i orquestra
- Responsori